# FC Bundestag

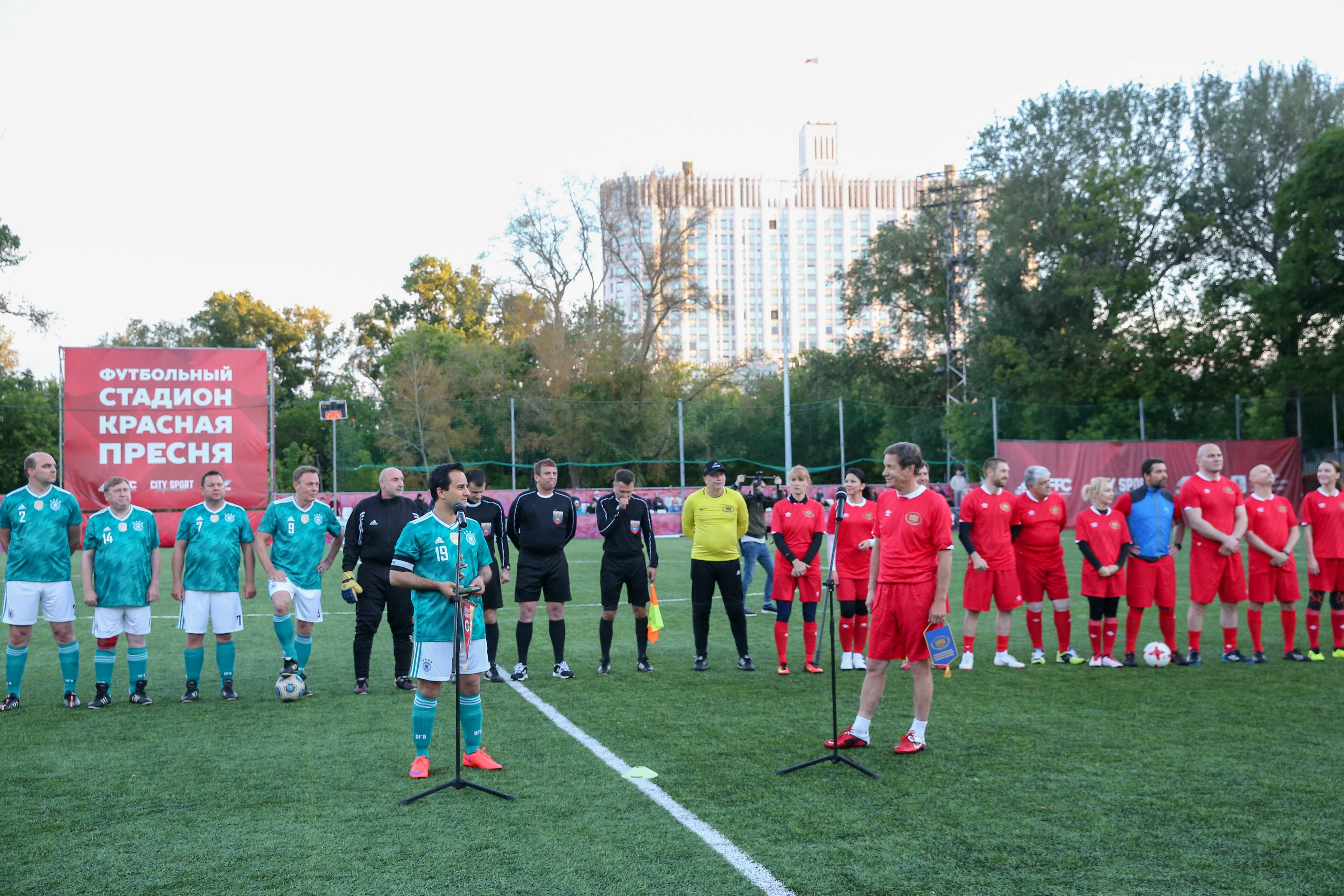
Spiel des FC Bundestag gegen den russischen FC Duma (2018)

Der FC Bundestag e. V. ist eine Fußballmannschaft, die sich aus ehemaligen und aktuellen Mitgliedern des Deutschen Bundestages zusammensetzt. Sie ist Teil der Sportgemeinschaft Deutscher Bundestag e. V. und fraktionsübergreifend besetzt. Neben Spielen gegen andere Parlamentsauswahlen tritt die Mannschaft zugunsten karitativer Zwecke gegen verschiedene Hobbymannschaften an. Voraussetzung für die Spieler der gegnerischen Mannschaft ist ein Mindestalter von 40 Jahren, weshalb es sich um Altherren-Fußball handelt. Der Mannschaft gehören Männer und Frauen an.

## Geschichte
Eine Auswahl von deutschen Parlamentariern ging erstmals 1961 in einem Benefizspiel für soziale Zwecke gegen eine Prominentenauswahl auf den Platz, damals verstärkt von Fritz Walter. Nach einigen weiteren Spielen dieser Art wurde 1967 unter Federführung von Adolf Müller-Emmert eine Fußballmannschaft des Bundestages initiiert, die sich fortan regelmäßig zum gemeinsamen Training traf. Müller-Emmert kommentierte dies damals mit den Worten „Fußball ist unsere einzige Freude, die wir in Bonn haben“.
Das erste Fußball-Länderspiel gegen eine andere Parlamentsauswahl fand 1971 gegen die Schweiz statt. Dies mündete in ein jährliches Internationales Parlamentarier-Fußballturnier, das auch als inoffizielle Europameisterschaft der Parlamentsteams firmiert. An dem Turnier nehmen seit Jahrzehnten der FC Bundestag sowie Auswahl-Teams aus Österreich, der Schweiz und Finnland teil. Letztere haben das Turnier bisher am häufigsten als Sieger beendet. 2011 gelang der deutschen Auswahl der Gewinn dieses Turniers. 2013 wurde der FC Bundestag Zweiter, 2014 in Wien Vierter. Im Jahr 2022 wurde das Turnier erneut gewonnen.
Bei der Mitgliederversammlung am 20. Januar 2018 lehnte der FC Bundestag zum ersten Mal den Aufnahmeantrag eines Bundestagsabgeordneten ab. Es handelte sich um den Antrag des AfD-Parlamentariers Sebastian Münzenmaier. Der Aufnahmeantrag von Hansjörg Müller wurde „zurückgestellt“. Die AfD-Politiker Jörn König und Wolfgang Wiehle wurden in die Mannschaft aufgenommen, erschienen aber bis Juni 2018 kein einziges Mal beim Training. Im Mai 2018 wurde – nach einem Gespräch Müllers mit den Mitgliedern Stephan Kühn und Mahmut Özdemir – auch der Aufnahmeantrag von Hansjörg Müller abgelehnt.
Im März 2024 beschloss der FC Bundestag, grundsätzlich keine AfD-Mitglieder zu dulden. Allerdings wurde diese Entscheidung durch ein Urteil vom Landgerichts Berlin im März 2025 für nichtig erklärt, da sie gegen die Satzung des Vereins verstoße, die vorsieht, dass jedes aktive oder ehemalige Mitglied des Deutschen Bundestages Mitglied beim FC Bundestag werden könne. Eine Änderung dieser Regelung könne nur durch eine Satzungsänderung erfolgen, so das Gericht.

## Rezeption
Der langjährige Mannschaftskapitän Klaus Riegert, der über 300 Spiele für den FC Bundestag absolviert hat, sieht in der Mannschaft „die erfolgreichste Fraktion des Bundestages“ und vermutet als eines der Erfolgsrezepte, dass „unter der Dusche alle gleich“ seien.
Im März 2012 kamen Gerüchte auf, wonach Otto Rehhagel, der zu der Zeit versuchte, Hertha BSC vor dem Abstieg in die zweite Bundesliga zu bewahren, von Thomas Oppermann überredet worden sei, zusätzlich den FC Bundestag zu trainieren. Beide stellten nach entsprechenden Medienberichten klar, dass Rehhagel sich zunächst ausschließlich auf seine Aufgaben als Hertha-Trainer konzentrieren werde und zu einem späteren Zeitpunkt als Gasttrainer zur Verfügung stehe.

## Sonstiges
Bis 1989 war das Bonner Gronaustadion die Heimspielstätte der kickenden Politiker. Das Training und die meisten Spiele finden heute im Friedrich-Ludwig-Jahn-Sportpark statt. Der FC Bundestag tritt dabei mit Genehmigung des DFB in den offiziellen Trikots der deutschen Fußballnationalmannschaft an.

## Aktuelle Spieler
Derzeit (Stand: 11. April 2024) hat der Kader eine Größe von 87 Spielern. Kapitän ist Mahmut Özdemir (SPD), Vizekapitän Fritz Güntzler (CDU/CSU).
Wenige Spieler aus der Bundestagsfraktion Bündnis 90/Die Grünen, die mit der Grünen Tulpe eine eigene Fußballmannschaft hat, sind vertreten.
- Stand: 11. April 2024[10]

| Nat.        | Name                  | Fraktion              | Im Bundestag seit |
| ----------- | --------------------- | --------------------- | ----------------- |
| Tor         |                       |                       |                   |
| Deutschland | Ingmar Jung           | CDU/CSU               | a. D.             |
| Deutschland | Dirk Wiese            | SPD                   | 2013              |
| Abwehr      |                       |                       |                   |
| Deutschland | Fritz Güntzler        | CDU/CSU               | 2013              |
| Deutschland | Peter Heidt           | FDP                   | 2019              |
| Deutschland | Bruno Hönel           | Bündnis 90/Die Grünen | 2021              |
| Deutschland | Hubert Hüppe          | CDU/CSU               | 2012              |
| Deutschland | Dieter Janecek        | Bündnis 90/Die Grünen | 2013              |
| Deutschland | Michael Kießling      | CDU/CSU               | 2017              |
| Deutschland | Tim Klüssendorf       | SPD                   | 2021              |
| Deutschland | Kevin Leiser          | SPD                   | 2021              |
| Deutschland | Christian Petry       | SPD                   | 2014              |
| Deutschland | Bernd Reuther         | FDP                   | 2017              |
| Deutschland | Johannes Schätzl      | SPD                   | 2021              |
| Deutschland | Carsten Schneider     | SPD                   | 1998              |
| Deutschland | Christian Schreider   | SPD                   | 2021              |
| Mittelfeld  |                       |                       |                   |
| Deutschland | Mahmut Özdemir        | SPD                   | 2013              |
| Deutschland | Daniel Baldy          | SPD                   | 2021              |
| Deutschland | Felix Döring          | SPD                   | 2021              |
| Deutschland | Johannes Fechner      | SPD                   | 2013              |
| Deutschland | Martin Gassner-Herz   | FDP                   | 2021              |
| Deutschland | Philipp Hartewig      | FDP                   | 2021              |
| Deutschland | Karsten Klein         | FDP                   | 2017              |
| Deutschland | Patrick Kurth         | FDP                   | a. D.             |
| Deutschland | Lennard Oehl          | SPD                   | 2021              |
| Deutschland | Sebastian Oys         |                       | –                 |
| Deutschland | Kassem Taher Saleh    | Bündnis 90/Die Grünen | 2021              |
| Deutschland | Erik von Malottki     | SPD                   | 2021              |
| Deutschland | Tina Winklmann        | Bündnis 90/Die Grünen | 2021              |
| Sturm       |                       |                       |                   |
| Deutschland | André Hahn            | Die Linke             | 2013              |
| Deutschland | Oliver Luksic         | FDP                   | 2017              |
| Deutschland | Christian von Stetten | CDU/CSU               | 2002              |

## Ehemalige Spieler
Zu den bekanntesten ehemaligen Spielern gehören Helmut Kohl, Joschka Fischer (torlos), Oskar Lafontaine, Rudolf Scharping, Peter Struck (3 Tore), Klaus Töpfer, Theo Waigel (3 Tore) und Michael Grosse-Brömer (14 Tore).